# نادي الحرية (سوريا)
نادي الحرية الرياضي هو أحد أقدم أندية كرة القدم في سوريا، كان يُشتهر باسم النادي العربي وغُيّر اسمه إلى نادي الحرية، يقع مقره الرسمي في حلب حي السريان.

## إنجازاته
- الدوري السوري، مرتان: 1992، 1994

- كأس سوريا، مرة واحدة: 1992